# Локалита Продутива Абација (Л'Аквила)
Локалита Продутива Абација (итал. Località Produttiva Abbazia) је насеље у Италији у округу Л'Аквила, региону Абруцо.
Према процени из 2011. у насељу је живело 7 становника. Насеље се налази на надморској висини од 674 м.